# 吡啶-2-甲醛
吡啶-2-甲醛是一种有机化合物，化学式为NC5H4CHO。它是带有特征性气味的无色油状液体，久置后变为棕红色。它可用于配合物、药物的制备。它可通过羟甲基或甲基吡啶的氧化来合成。

## 反应和应用
吡啶-2-甲醛可以用于合成氯解磷定药物。
醛基官能团可作为亲核进攻的试剂，制备Schiff碱，用作双齿配体。亚氨基吡啶的配合物十分稳定。